# António da Hornay
António da Hornay foi um administrador colonial português que exerceu o cargo de Capitão-mor no antigo território português subordinado à Índia Portuguesa de Timor-Leste. Exerceu o cargo por duas vezes, a 1.ª entre 1666 e 1669 e a 2.ª entre 1673 e 1693. 
No 1.º mandato foi antecedido por Simão Luis e sucedido por Fernão Martins da Ponte. No 2.º mandato foi antecedido por Mateus da Costa e sucedido por João Antunes Portugal.